# 번 다운 차트

샘플 번 다운 차트

번 다운 차트(burn down chart)는 남아있는 일 대비 시간을 그래픽적으로 표현한 것이다. 백로그(backlog, 뛰어난 성과)는 보통 수직축에 위치하며 시간은 수평축에 위치한다. 즉, 뛰어난 성과의 런 차트이다. 모든 일이 완성될 시점을 예측하는데 유용하다. Scrum 등의 애자일 소프트웨어 개발 방법론에 종종 사용된다. 그러나 번 다운 차트는 시간에 따라 측정 가능한 진행상황을 포함하여 모든 프로젝트에 적용이 가능하다.
뛰어난 성과는 시간이나 스토리 포인트 차운에서 표현할 수 있다.